# 皮拉爾 (帕拉伊巴州)

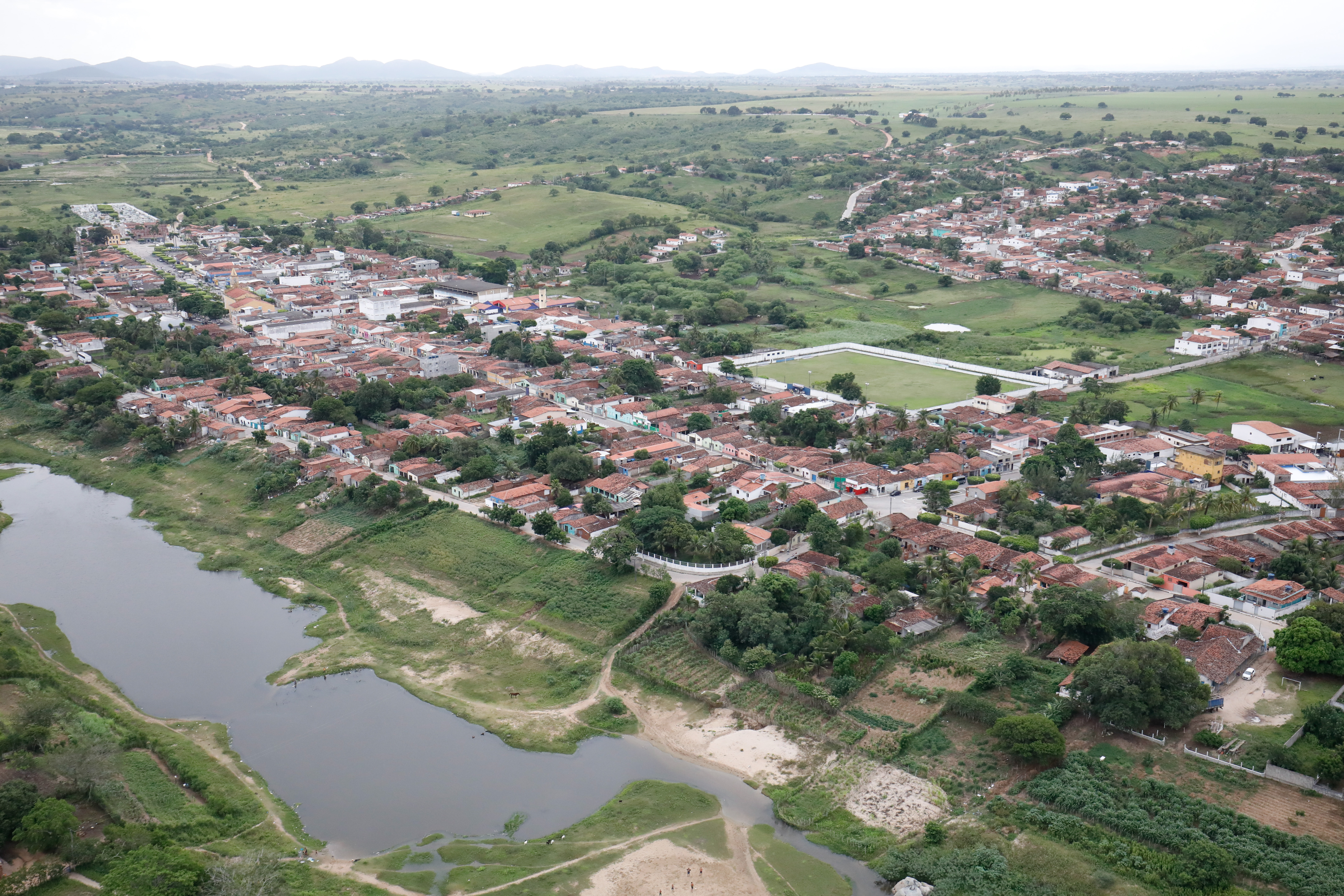
皮拉爾

皮拉爾（葡萄牙語：Pilar），是巴西的城鎮，位於該國東北部，由帕拉伊巴州負責管轄，始建於1758年9月14日，面積101.3平方公里，海拔高度35米，2010年人口11,191，人口密度每平方公里110.52人。